# Ombre pluviométrique
 (avril 2015).
Si vous disposez d'ouvrages ou d'articles de référence ou si vous connaissez des sites web de qualité traitant du thème abordé ici, merci de compléter l'article en donnant les références utiles à sa vérifiabilité et en les liant à la section « Notes et références ».

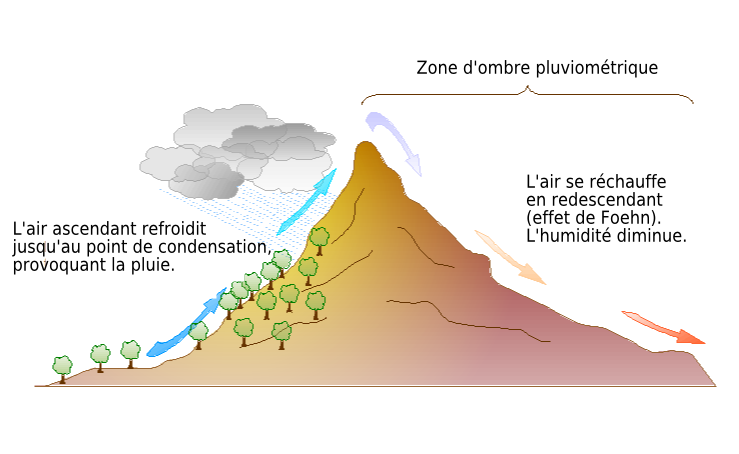
Schéma de l'apparition d'une ombre pluviométrique.

L’ombre pluviométrique est un phénomène météorologique qui se produit sur le versant d'une montagne qui n'est pas soumis au flux direct des masses d'air humide. Alors que le versant au vent de la montagne est copieusement arrosé lors de l'arrivée de masses d'air humide menant à la formation de nuages et de précipitations, le côté protégé des vents reste beaucoup plus au sec car l'humidité atmosphérique s'est déjà déposée sur le versant face au vent au moment où la masse d'air arrive. Le phénomène est parfois lié à l'effet de foehn et parfois à une séparation entre la circulation de bas niveau et celle de haut niveau près d'un relief montagneux important.
« Ombre » est employé par analogie parce que le versant au vent de la montagne fait écran à la pluie pour le versant moins arrosé. L'expression est relativement récente (en anglais rain shadow) mais reconnue par l'Organisation météorologique mondiale. Les climatologues lui préfèrent souvent la notion plus générale de climat d'abri, qui englobe les multiples effets, pluviométriques et autres, que produit ce positionnement topographique.

## Description
Au niveau des océans, sous l'effet de la chaleur, d'énormes quantités d'eau s'évaporent avant d'être transportées par des masses d'air. Lorsque ces masses d'air rencontrent des montagnes, elles sont forcées de prendre de l'altitude pour pouvoir passer outre à la dénivelée et continuer leur course. En grimpant et alors que la pression atmosphérique diminue, l'air se refroidit lentement lors d'un processus adiabatique. L'humidité de l'air a alors tendance à se condenser et à former des nuages qui donnent des précipitations parfois abondantes. Le versant de la montagne qui est face au vent peut recueillir ainsi d'énormes quantités de précipitations (pluvieuses ou neigeuses en fonction de l'altitude et des températures).
Il existe ensuite deux façons pour que le côté sous le vent soit en ombre pluviométrique :
Effet de foehn
Lorsque les nuages ont atteint le sommet et se sont refroidis, le processus inverse se produit. En descendant sur l'autre versant et alors que la pression augmente d'autant, l'air se réchauffe petit à petit (effet de foehn) et la condensation se réduit fortement, ce qui fait que les précipitations diminuent puis disparaissent d'autant plus qu'une grande partie de l'humidité a déjà disparu sous forme de précipitations sur l'autre versant. La région qui est affectée par l'ombre pluviométrique est ainsi plus aride.
Effet de barrière
Si la circulation atmosphérique n'est pas assez forte ou non perpendiculaire à l'obstacle sous le sommet de la montagne, l'air de bas niveau ne passe pas de l'autre côté. Ainsi, un découplage se produit entre la circulation humide de bas niveau qui demeure en amont et celle en altitude qui continue de l'autre côté. Cette dernière peut être chargée de nuages mais les précipitations tombent dans de l'air sec de l'autre côté et s'évaporent, donnant de la virga qui ne touche pas le sol.

## Climatologie

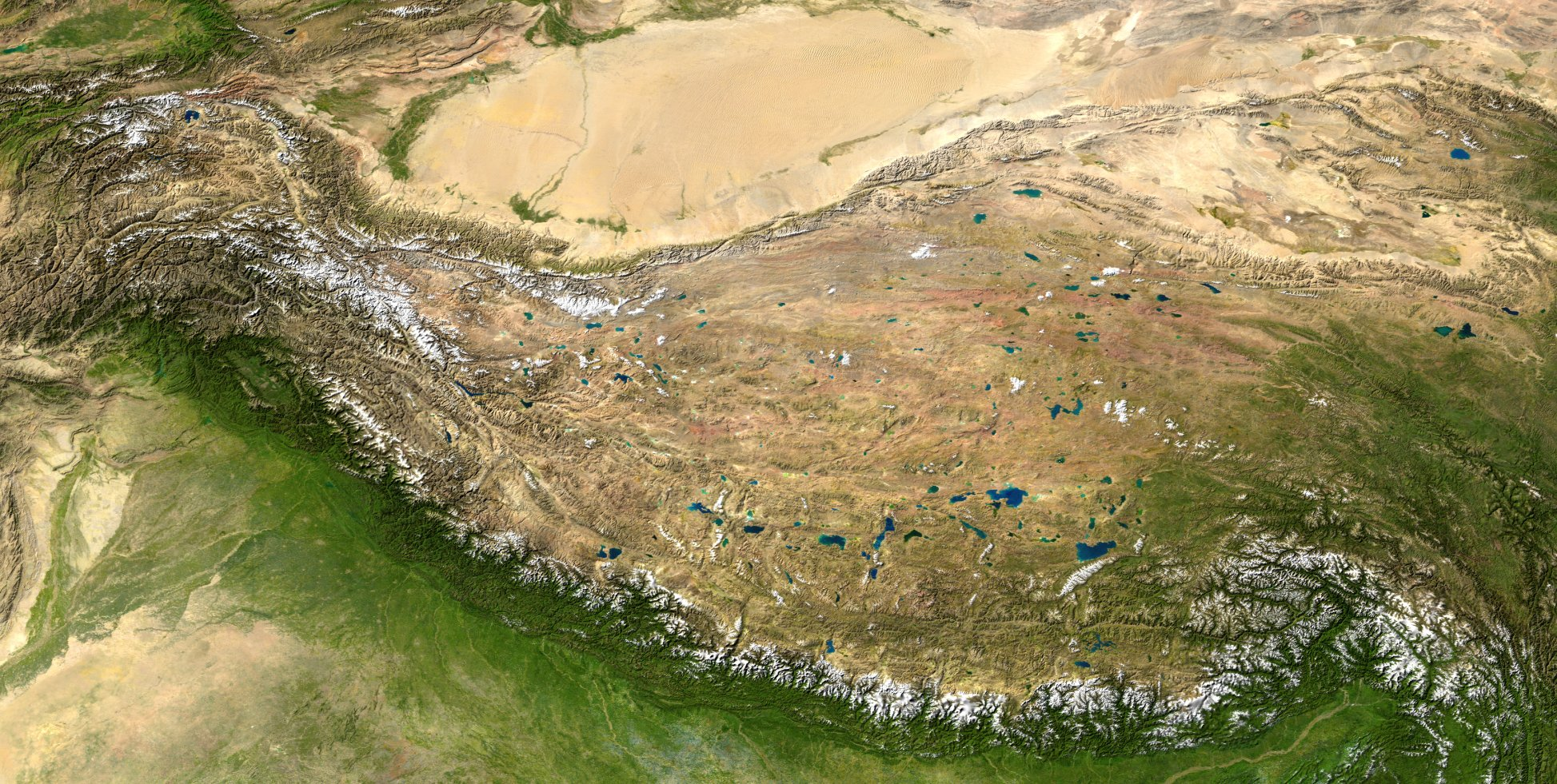
Le plateau Tibétain (au-dessus) est un exemple concret de l'ombre pluviométrique. L'humidité qui arrive par le sud et l'ouest est bloquée par la chaîne de l'Himalaya (zone de coloration verte et blanche). Le plateau tibétain est ainsi privé d'une grande partie des précipitations, ce qui rend la région plus aride.

Vu que les vents dominants sont généralement orientés dans un flux d'ouest aux latitudes tempérées, les zones d'ombres pluviométriques sont généralement situées à l'est de zones montagneuses. Cependant, l'orientation des chaînes montagneuses étant aussi importante, la position de certaines zones pourra être différente. Dans les zones tropicales soufflent les alizés qui sont des vents de nord-est dans l'hémisphère nord et de sud-est dans l'hémisphère sud. Les zones d'ombres pluviométriques se situent donc sur les versants ouest des montagnes aux basses latitudes.
Ci-dessous sont donnés quelques exemples de zones d'ombre pluviométrique.

### Afrique
- Le côté au vent de Madagascar reçoit de l’air chaud et humide par les alizés alors que le côté opposé (l’ouest) est désertique, l’air devant passer au-dessus d'un haut plateau.
- Dans l’ouest de la province du Cap en Afrique du Sud, la vallée de la rivière Breede et le désert du Karoo sont dans l’ombre de la ceinture plissée du Cap et sont arides.
- L’Atlas marocain est en partie responsable du climat du Sahara.

### Amérique du Nord et Antilles
Les chaînes de montagnes le long de la côte ouest du continent (Cascades, Rocheuses, Sierra Nevada, etc.) offrent un important obstacle à l’entrée de l’humidité du Pacifique à l’intérieur des terres. L’effet le plus prononcé est dans les régions entre deux chaînes parallèles qui peuvent ainsi bloquer l’humidité arrivant de l’est également. Il s'agit entre autres des déserts de la province géologique de Basin and Range et au Mexique, incluant :
- l’Okanagan au Canada ;
- l’intérieur de l’Oregon et de l’État de Washington et le Grand Bassin, couvrant le Nevada et la plupart de l’Utah aux États-Unis ;
- les déserts de Sonora, de Chihuahua et Mojave aux États-Unis et au Mexique ;
- plusieurs vallées de Californie dont la vallée de la Mort, l'un des endroits les plus secs de la Terre.

La côte sud-ouest des Antilles (Cuba, Hispaniola, la Jamaïque, etc.) est plus sèche que leur côte est à cause de l’ombre pluviométrique des montagnes subissant les alizés. De la même façon, il y un contraste marqué entre les deux côtés des îles Hawaï.

### Amérique du Sud
- Le désert d'Atacama, au Chili, est l’endroit le plus sec sur Terre car il est à l’ouest sous l’ombre des Andes et sous l’effet de l’anticyclone de l'île de Pâques du côté Pacifique.
- La province de Mendoza, en Argentine, est une région agricole et vinicole importante qui dépend entièrement de l’irrigation provenant des eaux de fonte des glaciers car elle est dans l’ombre des Andes qui la coupe de l’humidité du Pacifique.
- La Patagonie est dans le même cas et n’est utilisée que pour le pâturage des moutons.
- La péninsule de Guajira, dans le nord de la Colombie, est dans l’ombre de la sierra Nevada de Santa Marta. Malgré sa position près des tropiques, elle est semi-aride et il ne tombe pas de pluie de sept à huit mois de l’année.

### Asie
- En aval des pics du Caucase, de l’Hindou Kouch et du Pamir les déserts de Karakum et Kyzyl Kum et la région semi-aride de la steppe kazakhe.
- Le désert de Judée et la mer Morte sont à l’est des monts de Judée.
- En Iran, le Dasht-e Lut est dans l’ombre des monts Elbourz et Zagros.
- En Turquie, le plateau d'Anatolie avec les steppes semi-arides est dans l’ombre de la Chaîne pontique au nord et des monts Taurus au sud.
- L’Himalaya et les chaînes adjacentes d’Asie centrale donnent le désert de Gobi, les steppes semi-arides de Mongolie et le plateau du Tibet très aride.
- Le désert d'Ordos est dans l’ombre des montagnes de Kara-naryn-ula, Sheitenula et des monts Yin.
- Le Thar est dans l’ombre de la chaîne des Aravalli au sud-ouest, de l’Himalaya au nord-est et des montagnes du Kirthar et Sulaiman à l’ouest.
- Les Ghats occidentaux affectent le Deccan en Inde.
- La région centrale de la Birmanie est dans l’ombre de la chaîne de l'Arakan et presque semi-aride avec seulement 750 mm pluie par an alors que la côte reçoit 5,5 m.

### Europe
- Les Pennines à travers les îles Britanniques donnent une ombre sur l’est du Royaume-Uni par vents sud-ouest. Manchester et Glasgow reçoivent ainsi le double des précipitations de villes comme Sheffield et Édimbourg[4].
- La cordillère Cantabrique divise l’Espagne entre la côte Cantabrique, très verte, et le plateau central, très sec.
- En France métropolitaine, les Cévennes jouent un rôle analogue. À l'ouest de la chaîne, les hauts-plateaux sont très humides, alors que les basses vallées de l'Ardèche et du Gard, ainsi que la basse-vallée du Rhône sont beaucoup plus arides et ont un climat méditerranéen. On observe aussi un phénomène similaire au nord du Massif central : la chaîne des Puys provoque également un effet de foehn qui a pour conséquence de réduire considérablement les précipitations dans la plaine de la Limagne (qui a un climat semi-continental d'abri). Ainsi, la moyenne annuelle de précipitations n'est que de 57 cm à Clermont-Ferrand[5], ce qui en fait l'une des villes avec la pluviométrie la plus faible de France. Un phénomène analogue se produit dans les vallées intra-alpines (notamment autour de Grenoble et sur la Savoie). Il en est de même en Haute-Provence et sur les versants français et espagnol des Pyrénées. De même, l'effet de foehn fait que Colmar, dans le Grand Est, est aussi une ville française assez sèche avec 61 cm de précipitations par an[6].
- En Suisse, le canton du Valais est connu pour être particulièrement sec.
- La région vinicole du Piémont, dans le nord de l’Italie, est presque entièrement entourée des Alpes et reçoit peu de pluie (ex. 527 mm à Asti [7]).
- En Scandinavie, des villes comme Oslo qui se situent à l'est des montagnes bénéficient d'un climat plus sec que celles de la côte atlantique comme Bergen (Norvège).

### Océanie
- En Nouvelle-Calédonie, la côte est environ trois fois plus arrosée que la côte ouest de la Grande Terre. Les pluies apportées par les alizés sont bloquées par la Chaîne centrale qui parcourt l’île sur toute sa longueur.
- Sur l’île du Sud de la Nouvelle-Zélande, les Alpes du sud interceptent l’humidité venant de la mer de Tasmanie. Du côté ouest il tombe jusqu’à 6 300 mm par an et par endroits seulement 380 mm à 50 km à l’est de celles-ci.
- Dans les États de Nouvelle-Galles du Sud et Victoria en Australie, les Snowy Mountains et les montagnes côtières donnent un climat sec dans la région de Monaro.
- En Australie-Occidentale, les régions de Wheatbelt et de Great Southern sont dans l’ombre des monts Darling. Par conséquent, il tombe à Mandurah, près de la côte, environ 700 mm par an mais à Dwellingup, 40 km à l’intérieur des terres et sur la face ouest des montagnes, la pluviométrie est de plus de 1 000 mm et Narrogin, à 130 km plus à l’est, reçoit moins de 500 mm.

## Sources

### Référence
1. ↑  Organisation météorologique mondiale, « Ombre pluviométrique », sur Le grand dictionnaire terminologique, Office québécois de la langue française, 2012 (consulté le 15 mars 2014)
2. ↑  Whiteman 2000
3. ↑  (en) « How mountains influence rainfall patterns », sur USA Today, 1er novembre 2007 (consulté le 14 mai 2014)
4. ↑  (en) « UK Rainfall averages », sur Met Office (consulté le 14 mai 2014)
5. ↑  Météo de la France, p. 226
6. ↑  Météo de la France, p. 239
7. ↑  (en) « Asti weather », sur weatherbase.com (consulté le 14 mai 2014)